# Fridrik Noémi
Fridrik Noémi (Bácskertes, 1985. január 31. –) magyar színésznő.

## Életpályája
A Vajdaságban, Bácskertesen született, 1985. január 31-én. A pécsi Babits Mihály Gyakorló Gimnáziumban érettségizett. Színésznőként 2006-ban végzett a Kaposvári Egyetemen, Babarczy László osztályában. Tasnádi Csaba hívta  Nyíregyházára, Molnár Ferenc: Liliom Julikájának szerepére. 2006-tól a nyíregyházi Móricz Zsigmond Színház társulatának tagja. Vendégként szerepelt Győrben és az egri Pinceszínházban is.

## Fontosabb színházi szerepei
- William Shakespeare: Macbeth... Harmadik boszorkány
- William Shakespeare: Coriolanus... Virgilia (Coriolanus neje)
- William Shakespeare: Lear király... Regan (Lear lánya)
- Anton Pavlovics Csehov: Cseresznyéskert... Dunyasa
- Gabriel García Márquez: Száz év magány... A cigánylány
- Henrik Ibsen: Peer Gynt... A vőlegény anyja (pásztorlány 1., manóbanya 1., madár, fellah, ápisz királlyal a hátán, hajósinas)
- Georges Feydeau: A balek (A hülyéje)... Salome
- Bohumil Hrabal: Túl zajos magány... Mančinka
- Bohumil Hrabal: Sörgyári capriccio... Maryska
- Peter Shaffer: Black Comedy... Carol Melkett
- Neil Simon: Furcsa pár... Cecily
- Ray Cooney: A miniszter félrelép... Jane Worthington
- Claude Magnier: Oscar... Bernadette, szobalány
- Jean Poiret: Kellemes Húsvéti Ünnepeket... Julie
- Pierre Choderlos de Laclos: Veszedelmes viszonyok... Cécile Volanges
- Martin McDonagh: A kripli... Helen
- Jens Raschke: Alszanak a halak?... Jette
- Patricia Resnick – Dolly Parton: 9-től 5-ig... Doralee Rhodes
- Galt MacDermot – James Rado – Gerome Ragni: Hair... Jeanie
- Tracy Letts: Augusztus Oklahomában... Karen Weston, Bev és Violet lánya
- Nick Dear: Frankenstein... Agatha, De Lacey menye; Gretel, prostituált; Hanne, koldus; Molly, földműves
- Jókai Mór: A kőszívű ember fiai... Alfonsine
- Arany János – Balla Zsófia – Szőke Szabolcs: Rózsa és Ibolya... Mari
- Molnár Ferenc: Liliom... Julika
- Molnár Ferenc: A Pál utcai fiúk... Geréb
- Móricz Zsigmond: Úri muri... Maris, cigányasszony
- Rejtő Jenő: Az ellopott futár... Özvegy Marie
- Gádor Béla – Tasnádi István: Othello Gyulaházán.. Sass Olga (szubrett)
- Szakonyi Károly: Adáshiba... Saci
- Spiró György: Koccanás... Védőnő (Kismama 1.)
- Egressy Zoltán: Portugál... Masni
- Visky András: Fényárnyék... Sugár királylány (özvegy Napfény király lánya)
- Lőrinczy Attila: Balta a fejbe... Kismargó (Richárd unokahúga)
- Eisemann Mihály: Fekete Péter... Kis Klára (gépírónő Lukács irodájában)
- Fenyő Miklós – Tasnádi István: Aranycsapat... Winkler Mari
- Viktor Pelevin: A rovarok élete... Zinaida
- Tersánszky Józsi Jenő – Peller Károly – Nyitrai László – Cseh Dávid Péter: Misi mókus... Gyurrri 2
- Deák Tamás: Maszmók az indiánok között... Maszmók, a nagy utazó

## Filmek, tv
- William Shakespeare: Macbeth (színházi előadás tv-felvétele, 2019)
- Lélekpark (2021)... Gondozó 5.

## Díjai, elismerései
- Móricz–gyűrű (2013)